# NHK-FM放送
NHK-FM放送（エヌエイチケイ・エフエムほうそう）は、日本放送協会（NHK）によるFM放送。国内放送であり、放送法上の分類では地上基幹放送、電波法上の分類は超短波放送。

## 概要
日本初の本格的なFM放送実験局として1957年に放送を開始し、1963年にはステレオ放送を開始。（→詳細）
現在、日本国内の各都道府県でFM放送を行っており、（→詳細） FM放送は高音質のステレオ放送ができるという特徴を活かし、音楽番組（クラシック音楽、各国のポピュラー音楽、ワールドミュージック、ジャズ、邦楽（日本の伝統音楽）、民謡 など）のほか、古典芸能、ラジオドラマなどの番組も放送しており、（→詳細） また7時・正午・19時に定時のNHKニュースをNHK渋谷から全国に向けて同一内容で放送している。（→詳細）  東京・名古屋・大阪以外の地域では地域放送も行っており、その地域ならではの情報も織り込むことがある。（→詳細）  深夜番組は、2時から5時まで「ラジオ深夜便」をラジオ第1と同時放送している。（→詳細）

## 歴史

### 伏線
NHKは当初、英国放送協会 (BBC) の「サードプログラム」（現在のBBC Radio 3）をモデルに、「クラシック音楽や講演などのハイカルチャーを扱う非常に高度な教養放送」を行う構想を練り、FM放送ではなく「ラジオ第3放送」として中波放送新局の開設を予定していた。結局中波放送での構想は取り止めとなり、FM放送でそれを行うことになった。

### 放送開始
日本で初めての本格的なFM放送の実験局（現実験試験局）として、東京 (JOAK-FMX) で1957年12月24日19時に送出を開始した。その後、大阪 (JOBK-FMX)、名古屋など全国主要都市で実験局が開局した。
当初はモノラル放送のみであったが、その後、FM放送の1波によるステレオ放送が米で開発され、日本でも1962年、電波技術協会 ステレオ委員会の主催によるFMステレオ放送の調査の為、東京のFM実験局が、AM-FM方式（現行のFMステレオ方式。1961年にアメリカFCC（連邦通信委員会）が標準方式として決定。）とFM-FM方式（当時、FM東海が実験として行っていたクロスビー方式）によるステレオ放送電波を7月と9月に発射し、翌1963年5～6月にはAM-FM方式に絞り東京にてその試験放送実施、同年6月27日、電波技術審議会の臨時総会にて、日本のFMステレオ方式を、米と同じ「AM-FM方式」が妥当であると答申、正式決定となった。これを受け、同年(1963年)12月16日にFMが実用化試験局となったのと同時に、東京にてステレオ放送が(実験局として)開始された。翌年(1964年)2月4日には大阪と名古屋で、1964年度に入った4月1日からは、静岡と岡山を皮切りに地方各局で相次いでFMステレオ放送が開始され(以降、同年度内は山口除き、FM局開局と同時にステレオ放送も開始。山口局は、ステレオ放送を広島局から放送波中継する都合上、開局の5日後にステレオ放送を開始。)、同度内までには、全国のFM局でステレオ放送を開始した。
1966年までに全国規模で地方局の開局を行い、1969年3月1日に実験局・実用化試験局が放送局（現地上基幹放送局）に種別変更し、本放送を開始した。その後、1972年5月の本土復帰時には放送未開始だった沖縄県も1974年3月に本放送が始まり 、1977年11月11日には全国全てのローカル送出局にてステレオ放送が可能となった。
但し、離島地域の1つである鹿児島県の奄美群島は、1973年11月17日に漸く鹿児島局の中継局として名瀬、瀬戸内、徳之島、知名の各地にて開局した。
実験局時代は毎日18時から22時の1日4時間（一部AM同時）だったが、段階を追って放送時間は拡大しており、1960年は日曜日に限り9時から放送を開始、途中11時-13時の試験電波による中断を挟む形で放送が行われ、1961年から東京地区の周波数が87.3Mc・1 kW から現在と同じ82.5Mc・10 kW に拡大の上、平日は13時25分・土曜日は13時10分から放送を開始して、放送時間を大幅に延長、1962年から放送終了を23時30分、平日の放送開始も9時に拡大、1962年12月24日から毎日6時開始-24時（翌0時）終了の1日18時間編成となり、そのまま1969年3月の本放送開始であった。
1988年4月から翌1時までの19時間放送となり、地上波の放送では初めての日付をまたいだ編成を行った。その後、緊急有事対応などに備えるため、1996年4月から試験的にNHKラジオ第1放送のメンテナンスにより『ラジオ深夜便』が休止になる日に限り、翌5時までの23時間編成とし、『深夜便』をリレー放送する編成を2年間行った後、1998年4月から24時間放送へ移行し、1-5時は『深夜便』を同時放送している（当初は月曜未明とメンテナンス実施日の1-5時のみ休止）。その後段階を追ってFMとAMラジオ第1との同時編成を増やしている。
なお、多くの送信所は地上波テレビジョン放送（NHK総合テレビジョン・Eテレ）と送信所を併存させており、24時間放送移行後も、地上波テレビ放送がアナログ時代はほぼテレビとFMの放送休止の日時は併せていたが、地上波テレビがデジタル放送に完全移行してからは必ずしも、同じ日に併せなくなった。

### インターネット放送
2011年9月1日から『NHKネットラジオ らじる★らじる』でインターネット経由で聴取が可能となり、2017年10月2日から地域限定で民放サイマル配信サービス「radiko」で実験配信を実施。2018年4月12日から全国に拡大して第2次実験配信を行った後、2019年4月1日から本配信に移行した。第2次実験配信と本配信は、東京・渋谷から配信される東京都域放送のみ全国同一コンテンツとして配信 している。

## ネットワーク
FM放送は民間放送も含め基本的に県域放送として位置づけられているため、45都府県に各1局と北海道・福岡県に複数局の親局が置かれている。1988年7月の組織統廃合に於いて存廃判断の目安に使われた。
- 太字は拠点局。
- ※がついた局は1969年3月1日に本放送を開始した。
- ◆は、スピルオーバー 対策として民放より小出力である。
- &は、国際共用周波数帯を使用。訪日外国人が自国製のFMラジオ受信機で聴くことができる（西欧バンドは87.5MHz以上、米国バンドは88MHz以上）。

| ブロック    | 放送局                | 呼出符号 | 周波数 (MHz) | 空中線電力 (W) | 放送開始日     | ステレオ放送開始日                                              | ローカル番組ステレオ化 | PCMデジタル回線導入          |
| ----------- | --------------------- | -------- | ------------ | -------------- | -------------- | --------------------------------------------------------------- | ---------------------- | ---------------------------- |
| 北海道      | 札幌※                 | JOIK-FM  | 85.2         | 05k            | 1962年12月02日 | 1964年04月06日                                                  | 1977年以前             | 1979年12月24日               |
| 北海道      | 函館※                 | JOVK-FM  | 87.0         | 00250          | 1964年12月24日 | 1964年12月24日                                                  | 1977年                 | 1984年度内（詳細月日は不明） |
| 北海道      | 旭川※                 | JOCG-FM  | 85.8         | 00500          | 1964年06月25日 | 1964年06月25日                                                  | 1977年                 | 1982年度内（詳細月日は不明） |
| 北海道      | 帯広※                 | JOOG-FM  | 87.5&        | 00250          | 1964年12月24日 | 1964年12月24日                                                  | 1977年                 | 1986年度内（詳細月日は不明） |
| 北海道      | 釧路※                 | JOPG-FM  | 88.5&        | 00250          | 1965年02月05日 | 1965年02月05日                                                  | 1977年                 | 1984年度内（詳細月日は不明） |
| 北海道      | 北見※（網走送信所）   | JOKP-FM  | 86.0         | 00250          | 1965年03月27日 | 1965年03月27日                                                  | 1977年                 | 1986年度内（詳細月日は不明） |
| 北海道      | 室蘭※                 | JOIQ-FM  | 88.0&        | 00250          | 1964年12月24日 | 1964年12月24日                                                  | 1977年                 |                              |
| 東北        | 仙台※                 | JOHK-FM  | 82.5         | 05k            | 1962年12月02日 | 1964年04月06日                                                  | 1976年                 | 1979年12月24日               |
| 東北        | 秋田※                 | JOUK-FM  | 86.7         | 03k            | 1964年06月01日 | 1964年06月01日                                                  | 1977年                 | 1980年03月31日               |
| 東北        | 山形※                 | JOJG-FM  | 82.1         | 01k            | 1964年12月24日 | 1964年12月24日                                                  | 1977年                 | 1982年02月28日               |
| 東北        | 盛岡※                 | JOQG-FM  | 83.1         | 01k            | 1964年06月01日 | 1964年06月01日                                                  | 1977年                 | 1980年03月31日               |
| 東北        | 福島※                 | JOFP-FM  | 85.3         | 01k            | 1964年07月01日 | 1964年07月01日                                                  | 1977年                 | 1981年03月16日               |
| 東北        | 青森※                 | JOTG-FM  | 86.0         | 03k            | 1964年12月24日 | 1964年12月24日                                                  | 1977年                 | 1981年06月                   |
| 関東 甲信越 | 東京※                 | JOAK-FM  | 82.5         | 07k            | 1957年12月24日 | 1963年12月16日                                                  | 1963年12月16日         | 送出局                       |
| 関東 甲信越 | 長野※（美ヶ原送信所） | JONK-FM  | 84.0         | 00500◆         | 1964年07月01日 | 1964年07月01日                                                  | 1976年12月25日         | 1980年03月31日               |
| 関東 甲信越 | 新潟※                 | JOQK-FM  | 82.3         | 01k            | 1964年07月01日 | 1964年07月01日                                                  | 1976年12月25日         | 1981年03月16日               |
| 関東 甲信越 | 甲府※                 | JOKG-FM  | 85.6         | 01k            | 1965年03月01日 | 1965年03月01日                                                  | 1976年                 | 1983年02月26日               |
| 関東 甲信越 | 横浜                  | JOGP-FM  | 81.9         | 05k            | 1970年06月22日 | 1970年06月22日                                                  | 1976年                 | 1986年度内（詳細月日は不明） |
| 関東 甲信越 | 前橋                  | JOTP-FM  | 81.6         | 01k            | 1970年03月20日 | 1970年03月20日                                                  | 1976年                 | 1983年度（詳細月日は不明）   |
| 関東 甲信越 | 水戸                  | JOEP-FM  | 83.2         | 01k            | 1970年03月28日 | 1970年03月28日                                                  | 1976年                 | 1982年02月28日               |
| 関東 甲信越 | 千葉                  | JOMP-FM  | 80.7         | 05k            | 1971年08月28日 | 1971年08月28日                                                  | 1976年                 | 1984年度内（詳細月日は不明） |
| 関東 甲信越 | 宇都宮                | JOBP-FM  | 80.3         | 01k            | 1970年03月31日 | 1970年03月31日                                                  | 1976年                 | 1986年度内（詳細月日は不明） |
| 関東 甲信越 | さいたま              | JOLP-FM  | 85.1         | 05k            | 1971年03月26日 | 1971年03月26日                                                  | 1976年                 |                              |
| 中部        | 名古屋※               | JOCK-FM  | 82.5         | 10k            | 1962年12月02日 | 1964年02月04日                                                  | 1977年以前             | 1978年09月11日               |
| 中部        | 金沢※                 | JOJK-FM  | 82.2         | 01k            | 1964年07月01日 | 1964年07月01日                                                  | 1977年                 | 1979年12月24日               |
| 中部        | 静岡※                 | JOPK-FM  | 88.8&        | 01k            | 1964年04月01日 | 1964年04月01日                                                  | 1976年                 | 1980年03月31日               |
| 中部        | 福井※                 | JOFG-FM  | 83.4         | 01k            | 1965年02月05日 | 1965年02月05日                                                  | 1977年2月16日          | 1982年02月28日               |
| 中部        | 富山※                 | JOIG-FM  | 81.5         | 01k            | 1964年07月01日 | 1964年07月01日                                                  | 1976年                 | 1985年度内（詳細月日は不明） |
| 中部        | 津                    | JONP-FM  | 81.8         | 03k            | 1970年03月28日 | 1970年03月28日                                                  | 1977年                 | 1985年度内（詳細月日は不明） |
| 中部        | 岐阜                  | JOOP-FM  | 83.6         | 01k            | 1971年03月26日 | 1971年03月26日                                                  | 1977年                 |                              |
| 近畿        | 大阪※                 | JOBK-FM  | 88.1&        | 10k            | 1958年02月20日 | 1964年02月04日                                                  | 1977年以前             | 1978年09月11日               |
| 近畿        | 京都                  | JOOK-FM  | 82.8         | 01k◆           | 1971年03月27日 | 1971年03月27日                                                  | 1977年                 | 1987年度内（詳細月日は不明） |
| 近畿        | 神戸                  | JOPP-FM  | 86.5         | 00500◆         | 1970年03月27日 | 1970年03月27日                                                  | 1977年                 |                              |
| 近畿        | 和歌山                | JORP-FM  | 84.7         | 00500          | 1970年04月20日 | 1970年04月20日                                                  | 1977年                 | 1983年度（詳細月日は不明）   |
| 近畿        | 奈良                  | JOUP-FM  | 87.4         | 00500          | 1971年03月27日 | 1971年03月27日                                                  | 1977年                 |                              |
| 近畿        | 大津                  | JOQP-FM  | 84.0         | 01k            | 1970年12月01日 | 1970年12月01日                                                  | 1977年                 |                              |
| 中国        | 広島※                 | JOFK-FM  | 88.3&        | 01k            | 1962年09月17日 | 1964年04月06日                                                  | 1976年                 | 1979年12月24日               |
| 中国        | 岡山※                 | JOKK-FM  | 88.7&        | 01k            | 1964年04月01日 | 1964年04月01日                                                  | 1976年                 | 1981年03月16日               |
| 中国        | 松江※                 | JOTK-FM  | 84.5         | 00500          | 1964年07月01日 | 1964年07月01日                                                  | 1977年                 | 1980年03月31日               |
| 中国        | 鳥取※                 | JOLG-FM  | 85.8         | 00500          | 1964年12月24日 | 1964年12月24日                                                  | 1977年                 | 1985年度内（詳細月日は不明） |
| 中国        | 山口※（防府送信所）   | JOUG-FM  | 85.3         | 00500◆         | 1964年04月01日 | 1964年04月06日                                                  | 1976年                 | 1981年03月16日               |
| 四国        | 松山※                 | JOZK-FM  | 87.7&        | 01k            | 1962年12月02日 | 1964年04月06日                                                  | 1977年以前             | 1979年12月24日               |
| 四国        | 高知※                 | JORK-FM  | 87.5&        | 00500          | 1964年04月01日 | 1964年04月06日                                                  | 1977年                 | 1983年02月26日               |
| 四国        | 徳島※                 | JOXK-FM  | 83.4         | 01k            | 1965年03月01日 | 1965年03月01日                                                  | 1976年                 | 1981年03月16日               |
| 四国        | 高松※                 | JOHP-FM  | 86.0         | 01k            | 1965年03月22日 | 1965年03月22日                                                  | 1976年                 | 1982年02月28日               |
| 九州・ 沖縄 | 福岡※                 | JOLK-FM  | 84.8         | 03k            | 1962年09月17日 | 1964年04月06日                                                  | 1977年以前             | 1979年12月24日               |
| 九州・ 沖縄 | 北九州※               | JOSK-FM  | 85.7         | 00250          | 1964年05月01日 | 1964年05月01日                                                  | 1976年                 | 1981年03月16日               |
| 九州・ 沖縄 | 熊本※                 | JOGK-FM  | 85.4         | 01k            | 1962年12月02日 | 1964年04月06日                                                  | 1977年                 | 1983年度（詳細月日は不明）   |
| 九州・ 沖縄 | 長崎※                 | JOAG-FM  | 84.5         | 00500◆         | 1964年05月01日 | 1964年05月01日                                                  | 1976年                 | 1982年02月28日               |
| 九州・ 沖縄 | 鹿児島※               | JOHG-FM  | 85.6         | 01k            | 1964年07月01日 | 1964年07月01日                                                  | 1976年                 | 1982年02月28日               |
| 九州・ 沖縄 | 宮崎※                 | JOMG-FM  | 86.2         | 00500◆         | 1964年07月01日 | 1964年07月01日                                                  | 1977年3月5日           | 1985年度内（詳細月日は不明） |
| 九州・ 沖縄 | 大分※                 | JOIP-FM  | 88.9&        | 01k            | 1965年03月01日 | 1965年03月01日                                                  | 1976年                 | 1981年03月16日               |
| 九州・ 沖縄 | 佐賀※                 | JOSP-FM  | 81.6         | 00500          | 1965年03月22日 | 1965年03月22日                                                  | 1976年                 |                              |
| 九州・ 沖縄 | 沖縄                  | JOAP-FM  | 88.1&        | 01k            | 1974年03月24日 | 1977年(ローカル送出のみ)、 1983年02月26日(全国放送のステレオ化) | 1977年                 | 1983年02月26日               |

## 編成
開局当初はクラシック音楽または各国の伝統音楽に比重を置いた編成を行っていた。J-POPと洋楽を主体に番組を編成する民放FM局とは異なる、としていた。2000年代に入ってからは聴取者層の変化に伴い、前衛的ではないポピュラー洋楽やオリコンチャートに頻繁に載るJ-POPへの比重が増えた。現在「一日○○三昧」のほとんどはポピュラー音楽であることが証左である。
一方で純邦楽の番組も多く、両ジャンルは担当パーソナリティが交代するのみで20年以上の長寿番組もある。番組の大半は音源送出とアナウンサーや出演者の語りのみで、生演奏の番組は僅少である。2023年現在の編成は前例を踏襲した保守的趣味であると断じることが、難しくなっている。
番組改編は年度始めの毎年4月頃の一回のみであり、年度途中での改編は原則としていない。民放FM局ではあり得ない“再放送”がされることも特徴だが、再放送が廃止されることも多い。秋季改編は規模が少ないが、1978年秋・冬季の改編は、同年11月23日のグリニッジ天文台協定世界時〈GMT〉0時01分に当たる日本時間9時01分から、国際電気通信連合（ITU）の取り決めにより、日本の属するアジア・アフリカ・ヨーロッパなどの中波放送の周波数単位がこれまでのアメリカ大陸等と同じ10kHz単位から9kHz単位に改められたタイミングで、ラジオ第1放送とともに改正が実施された。
ラジオ第1放送は地震・津波情報や国会中継を他番組に優先して放送するため、大相撲中継（特設ニュース編成時のみ）や高校野球中継（全国・地方大会不問）が代替放送されることがある。3月下旬は大相撲春場所と選抜高校野球全国大会と国会が3重複し、7月中旬から下旬にかけて大相撲名古屋場所と夏の甲子園地方大会（国会の会期によっては国会も）が重複する場合があり、国会中継や大相撲中継をラジオ第1で放送し、高校野球はFM放送で代替放送する。大相撲の場合、前者は16時台から放送するが、後者は17時台のみ放送する。
NHKは2020年度（2021年1月）に策定した長期経営計画の一環として、AM（中波）のラジオ第2放送を2025年度をめどに廃止する方向で調整しており、その実証実験の一環として、2022年度から試験的に、早朝6時台（月-金曜日）の英語語学講座番組「中学生の基礎英語 レベル1・2」「中高生の基礎英語 in English」の当日初回放送分を、ラジオ第2との同時放送にする。2023年度はこれに「ラジオ英会話」「ラジオビジネス英語」の2番組（いずれも7時台。「ラジオ英会話」はラジオ第2で6時台に放送したものの再放送、「ビジネス英語」は当日の初回放送=ラジオ第2の初回・9時台はチャンネルを変えての再放送）を追加する。
2024年度 は、5時台の「古楽の楽しみ」と6時台の英語講座番組「中学生の基礎英語レベル1・2」「中高生の基礎英語 in English」の放送枠を入れ替える（よって、左記英語講座番組はFMが初回放送となる）ほか、これまで午前7時台に放送していた「ラジオ英会話」「ラジオビジネス英語」を23時台に移動、日付をまたぐ午前0時台に「ニュースで学ぶ「現代英語」」「まいにちハングル講座」「まいにち中国語」（以上月-金深夜=火-土未明）、「ステップアップ中国語」（月・火深夜=火・水未明）、「国語辞典サーフィン」（水深夜=木未明 初回はラジオ第1）、「ステップアップハングル講座」（木・金深夜=金・土未明）の当日（当該週）放送分の再放送に充当する。またこれに伴い、23時台（翌週18時台に再放送）の日替わり音楽番組が曜日移動や終了、0時台の「夜のプレイリスト」は22時30分-23時20分に移動し「マイ・フェイバリット・アルバム」に改題するなど、特に21時45分から翌1時の枠の大規模な見直しが行われる。2024年は4月1日から午前に新編成を導入され、4月8日から平常放送の予定である。
2025年度 は、これまで5時台に放送していた英語講座番組「中学生の基礎英語レベル1・2」を23時台に移動し、午前0時台に「英会話タイムトライアル」「エンジョイ・シンプル・イングリッシュ」、午前1時台に「アラビア語講座」「ポルトガル語入門」「古典講読」「宗教の時間」「視覚障害ナビ・ラジオ」を充当する。
2006年以降は祝日を中心に月に1回程度特別番組を編成することがある。
以下、主なジャンルを挙げる（番組は2023年4月現在）。主要ジャンルに付随する番組は、ジャンル内で枝分かれする形で紹介する。

### クラシック音楽
「古楽の楽しみ」「クラシックカフェ」「ベストオブクラシック」（平日）、「オペラ・ファンタスティカ」（金曜）、「音楽の泉」「クラシックの迷宮」（土曜）、「現代の音楽」「名演奏ライブラリー」「×（かける）クラシック」「ブラボー!オーケストラ」「リサイタル・パッシオ」（日曜）
NHK-FMの編成では最も大きな部分を占める。現在11番組（ラジオ第1が本放送の「音楽の泉」を含む。ミニ番組を除く）がある。
朝は5時台・8時台・9時台・10時台（8時台と9時台は土曜を除く、10時台は日曜のみ）、昼は14時台と15時台（いずれも土曜を除く）、夕方は16時台と17時台（火曜・金曜のみ）、夜は19時台後半と20時台（平日は21時10分まで放送）にそれぞれ編成される。
- これらのクラシック音楽とは別に、吹奏楽にスポットを当てた「吹奏楽のひびき」が日曜朝に放送されている。

### 純邦楽
「邦楽のひととき」「邦楽百番」「KABUKI TUNE」
邦楽番組は午前11時台の放送で、現在3番組・合計2時間強の編成となっている。年に一度だけ元日 に放送される番組『雅楽』がある。「邦楽百番」は1973年4月から放送されており半世紀の歴史を持つ。
2021年度までは午前11時台のほかに翌日午前5時台の再放送枠もあったが、2022年度から2023年度にかけてクラシック音楽番組を午前5時台に編成したことにより再放送枠は全て廃止された。2023年度より「邦楽百番」の土曜から水曜への曜日移動、「KABUKI TUNE」の放送時間短縮などで純邦楽番組は平日のみの放送となっている。
- このほか、NHK-FMでは浪曲番組「浪曲十八番」、能楽番組「FM能楽堂」、民謡番組「駒井蓮のニポミン!」も放送している。このうち後者2番組は前身番組を含めて2022年度まで日曜の午前中に放送されたが、2023年度からは他の邦楽番組と一括りにする形で平日の放送となっている。

### ラジオドラマ
「青春アドベンチャー」（月曜 - 金曜）「FMシアター」（土曜）
平日帯の「青春アドベンチャー」と土曜夜の「FMシアター」の2番組があり、合計の放送時間は2時間強となっている。前者はお盆休みや年末年始は休止することがあり、後者は年数回を「特集オーディオドラマ」に差し替えることがある。
- ラジオドラマではないが、2023年度より「青春アドベンチャー」の前に朗読番組「朗読の世界」を放送している。

### J-POP・国内ミュージシャン等
「ミュージックライン」（月曜 - 金曜）「松尾潔のメロウな夜」（月曜）「GReeeeN HIDEのミドリの2重スリット」（火曜）「THE ALFEE 終わらない夢」（水曜）「リトグリのミューズノート」（木曜）「ヤバイラジオ屋さん」（金曜）
平日帯でJ-POPを扱う生放送の「ミュージックライン」が21時台後半と22時台に編成するほか、23時台（18時台に再放送あり）に国内ミュージシャンや音楽プロデューサーの冠番組が編成されている。後者の場合は、出演者の意向で邦楽・洋楽を問わずに選曲することが多い。
- この他、土曜夕方にはバラエティ番組の要素が強い音楽番組「ラジオマンジャック」を、日曜夜には「ぶいあーる!〜VTuberの音楽Radio」をそれぞれ放送している。

### 歌謡曲・国内ノンジャンル
「歌謡スクランブル」（月曜 - 土曜）「アニソン・アカデミー」（土曜）
平日と土曜の午後に編成。前者は、演歌・歌謡曲やJ-POPを幅広く扱うとともに楽曲をフルコーラスで放送している。後者は、アニメ黎明期から最近放送のアニメソングまでを幅広い世代で楽しめる内容となっている。

### 洋楽（ポピュラー音楽）
「ワールドロックナウ」（土曜）、「洋楽グロリアス デイズ」（日曜）
土曜夜と日曜夕方に編成。洋楽の中でもロックミュージックの選曲比重が高いのが大きな特徴。前者ではロンドン又はニューヨークのヒットチャートを取り扱うコーナーがあり、後者では不定期で国内ミュージシャンをゲストに迎える場合がある。

### オルタナティブ・ワールドミュージック
「ウィークエンドサンシャイン」「世界の快適音楽セレクション」「ザ・ソウルミュージックⅡ」（土曜）、「MISIA 星空のラジオ」（日曜）
土曜朝と週末夕方に編成。こちらは、ソウルミュージックやワールドミュージック、ルーツ・ミュージックを取り扱うことが多い。出演者が国内ミュージシャンの場合には、合間に自身の楽曲を流すことも少なくない。

### ジャズ
「ジャズ・トゥナイト」（土曜）「挾間美帆のジャズ・ヴォヤージュ」（日曜）
週末の夜に編成。前者は、世界各国の新旧ジャズを幅広く紹介。後者は、ジャズだけでなく最新の音楽事情や世界で活躍するミュージシャンとの対談も放送する。

### テーマ別ノンジャンル
「音楽遊覧飛行」（月曜 - 木曜）「夜のプレイリスト」（月曜 - 金曜）
平日の午前と深夜にそれぞれ編成。その週のテーマやパーソナリティによって選曲ジャンルが異なるのが特徴。

### 語学
本格的な導入は2026年4月からになる予定であり、語学番組の全編に最低一回の放送枠を用意される。このため、2022年4月から試験的に語学番組の枠導入が進められているため、毎年放送時間が変動する前例のない措置が取られている。
前述の通り2024年は英語（部分）、中国語、韓国語に枠が導入された。また、2025年はアラビア語、ポルトガル語に枠が導入された。

### その他
トークバラエティ番組の「望海風斗のサウンドイマジン」、ピアノ音楽・イージーリスニングの「弾き語りフォーユー」、ダンスミュージックの「twilight Club DJ MIX」をそれぞれ放送している。2022年度までは、日曜12時台と13時台に「トーキング ウィズ 松尾堂」「グッチ裕三の日曜ヒルは話半分」を放送したが、「NHKのど自慢」のNHK-FMでのサイマル放送開始に伴い終了した。

### ニュース
原則として東京・渋谷にあるラジオセンターのニューススタジオからラジオ第1制作の定時ニュースを同時放送する。7時・正午・19時および『ラジオ深夜便』の時間内。原則としてFM全国ネット番組内でニュース速報は放送しない。23時50分のニュースを1995年度に、23時のニュースを2005年度にそれぞれ廃止し、1998年から「深夜便」の同時放送を定時化して枠内で放送する。
ラジオ第1の放送を変更して放送時間を拡大する場合は、FM放送独自のニュースを制作・放送する。2022年度までは、NHK交響楽団定期演奏会（N響演奏会）の生中継がある日（平日は『ベストオブクラシック』の放送時間を拡大、土曜は『鍵盤のつばさ』とセットで特別番組として放送）は19時のニュースを休止したが、2023年度よりN響演奏会はA・Bプログラムを事前収録（Cプログラムはこれまでと同様に生放送）に変更 した上で、平日は放送時間拡大がなくなり、土曜は16時台から18時台までの放送となったため、19時のニュースは通常通りの放送となっている。
重要性の高いニュースがある場合、当初FM放送では休止予定だったものが急遽放送されたケースがある他、2009年5月20日に生中継の合間に通常はFM放送では放送されない20時のニュースが同時放送された。
2012年8月23日は、第94回全国高等学校野球選手権大会決勝を中継放送するために12時のニュースが時報前のコールサインアナウンス共々休止となった。9月9日の「東京JAZZ 2012」でも同様に対応した。2015年6月24日正午のニュースは、カナダで開催中の｢FIFA女子ワールドカップ 2015 決勝トーナメント・1回戦 日本vsオランダ｣をラジオ第1放送とのリレー中継を行った関係でFMでは休止 となった。

### 地域放送
全国共通の定時放送は5時55分、6時55分、7時20分（平日以外は7時15分）、11時50分（一部地域に限り土曜・日曜は11時55分）、12時15分（平日以外は12時10分）、18時50分及び19時20分（平日以外）。
全都道府県で県域放送が可能で、広域放送の対象地域に該当し、県域で総合テレビジョンやラジオ第1が放送されない神奈川、千葉、埼玉、県域でラジオ第1が放送されない茨城、栃木、群馬、岐阜、三重、京都、兵庫、奈良、和歌山、これらはそれぞれFM放送で地域ニュースを放送する。
北海道は主要地域圏単位に放送局があり、時間帯により札幌発の全道向けニュースと、地域圏ごとのニュースに差し替える場合がある。
東京局、名古屋局、大阪局のニュースはラジオ第1放送と同時放送で、県域放送も広域放送と同内容である。
夏の甲子園地区大会決勝の中継は、ラジオ第1の広域放送対象地域でラジオ第1と異なる県の試合を中継することがある。夏の地区大会決勝と大相撲名古屋場所が重なる7月中旬から下旬の一時期、『ゆうがたパラダイス』など通常番組は短縮、途中で飛び降り、試合終了後から飛び乗り、休止など様々な場合がある。
選挙開票速報は統一地方選挙の場合、途中で差し替えて地域別放送する。統一地方選挙以外の選挙では番組を全面的に差し替えたり随時番組の途中で挿入したり局により対応が異なる。
平日18時台や土曜昼も地域放送を編成できるが、縮小傾向にある。

### 深夜放送
2時（2024年度までは1時）から5時まで「ラジオ深夜便」をラジオ第1と同時放送している。かつては1時にオープニングを設けずにAM放送の同時放送に切り替える場合があった。
オリンピックやFIFAワールドカップなどスポーツ中継や年度末に放送されるNHK予算審議で、一部時間帯を休止する場合は、FM放送単独で「ラジオ深夜便」を放送する。
「ラジオ深夜便」は、日本海側に位置する小出力の放送局で、近隣国の大出力局と混信して放送地域内に発生する聴取困難地区を補完し、災害など突発事象に対応するためにAMとFMで同時放送を開始した。

## 放送形態
1988年3月までは午前6時に始まり、翌日午前0時に終了した。4月から終了を1時間延長して翌日午前1時まで放送 した。1996年4月からラジオ深夜便を編成する日は翌日午前5時まで放送 し、24時間放送は1998年4月に開始した。
FM放送の24時間放送化は、1990年4月に特集番組として開始し、1992年4月から定時レギュラー放送となった『ラジオ深夜便』への対応があげられる。当初は中波のラジオ第1のみで24時間放送を行っていたが、深夜～早朝に中波の電波が外国の大出力局など、十分に聞こえにくい地域があること、また中波よりもFMがクリアな音声で聞き取れることから、そちらを利用して聞いているリスナーが多いことへの配慮、また送信機の大規模な入れ替え工事や局舎移転などを理由としたやむを得ない事情で両方を停波しなければならない場合以外は、どちらか一方の電波を放送することで補填するため、緊急有事に欠かせない対応をとるためでもあるとしている。ただし、大規模な台風・地震・その他緊急有事が発生した場合などは原則として休止・減力を行う場合でも、それを返上して通常放送を行うが、令和6年能登半島地震発生直後の2024年1月7日深夜（1月8日未明）のように予定通り放送休止となった日もある。
24時間放送実施前と24時間放送開始後も2000年6月までの放送休止日のメンテナンス明けは、放送開始の7分前 から放送開始用のインターバル・シグナルとしてチェレスタ（オルゴールの音色に似た楽器）の演奏が行われていたが、放送終了時は国歌演奏に続くIDのあとにチェレスタが放送されず停波した。2000年7月以後は放送休止が各局任意となったため、放送休止日のメンテナンス明けのチェレスタが首都圏など一部を除いて放送されなくなった。
呼出符号は、ラジオ第1や総合テレビに併設されている場合、東京はJOAK-FM、長崎はJOAG-FMなど「JO◇◇」に「-FM」が付加される。大都市圏内のFM単独局である横浜、さいたま、千葉の各局は、横浜がJOGP-FM、さいたまがJOLP-FM、千葉がJOMP-FMなど末尾に「P」を付す。
呼出符号、呼出名称などの局名告知は、5時、正午、19時の時報前、および放送設備の機器メンテナンスにより、休止の時間が生じる時の国歌演奏終了後の午前1時01分頃に「JO◇◇-FM（呼出符号）」＋「NHK＋（設置場所の地名）＋FM放送（です）」とアナウンスする。地上波デジタルテレビジョン放送が始まる2003年以前は「NHK＋（設置場所の地名）＋FM放送、」＋「JO◇◇-FM（呼出符号）」とアナウンスする放送局も多くあった。
放送休止時は、2022年度までは多くの放送局で「○○県（○○地方）のFM放送は放送設備の保守（点検）・整備のため、午前5時（ごろ）まで放送をお休みします。ラジオ深夜便はラジオ第1でお楽しみ下さい」とアナウンスするが、関東広域の放送は「FM放送は設備の点検のためこれで放送を終了します。この後FM放送は午前5時からです。ご了承下さい」とアナウンスしていた。一部の地域は休止前にラジオ第1の県内の周波数をアナウンスする場合があり（松山放送局では全県の中継所の周波数を東から順に二度繰り返して案内する。）、ラジオ第1放送の休止日にFM放送へ迂回を促す場合もある。このパターンは2000年7月から2023年3月までは各局任意であり、休止対象の各局は、当日の宿直アナウンサーの生放送か、東京のように一部事前収録録音したものを放送した局もあった。名古屋放送局では東海3県の聴取者に工事・点検への理解を求めるアナウンスを行っていた。
2023年4月以後は合理化のため、計画休止する地域が発生する場合に東京発の事前収録による休止アナウンス（「一部の地域で放送を休止します」）が全国に向け放送される。その後休止地域において親局の場合は君が代 と前述局名告知を流し（中継所個別休止の場合はそのまま停波）、放送を続ける地域では時報に続けて午前1時のラジオニュースを放送する。突発的休止の場合は各放送局が対応する。
2013年4月現在で、東京スカイツリーのNHK東京本局82.5メガヘルツ (MHz)を筆頭に、親局と中継局合わせて529局、東京スカイツリーの予備送信所東京タワーを含めて530局の送信所を持ち、ほとんどは道路交通情報通信システム (VICS) を多重放送している。VICSは1996年3月から2007年3月まで東京、横浜、さいたま、千葉、大阪、京都、神戸、名古屋の計8局で実施したFM文字多重放送のシステムを利用し全国に拡充したものである。
送信所はNHKのデジタルテレビ送信所に多くが併設されたり民放と共同建築で、過去にアナログテレビ送信所と併設や民放FMと共用も含んでFM放送単独の中継局は少ない。釧路と金沢局は中波放送の送信所に併設され、アナログテレビ放送設備を併設していた。このため、特に大抵は地上波のテレビの放送休止日と、FMの休止日を併せることが多いが、デジタル完全移行後はテレビとFMを同時休止しない日も発生しやすくなった。
小笠原諸島は2011年に海底光ケーブルで本土と結ばれ、2013年3月31日に父島・母島の両中継局がラジオ第1・ラジオ第2と共に設置されて放送を開始した。中波のラジオ第1・ラジオ第2もFM波で送信されている。沖縄県大東諸島は、2007年4月1日にNHKラジオ第1と民放の琉球放送とラジオ沖縄の中波放送のFM中継局が設置されたが、FM放送局は現在も開局の見通しがない。ただし、NHK沖縄放送局はNHK福岡放送局管轄であるため、一部時間帯の沖縄県ローカルの番組は聴取できないが、らじる★らじるにおいて、福岡放送局を利用することで一応の補填はできる。
大東諸島以外の本土・離島地域は、高利得アンテナなど外部のFMアンテナやFM帯域に対応したブースターを使用しない限り携帯ラジオで聴取困難な地域や、再放送するケーブルテレビ事業者もあり、外部アンテナを用いても聴取不能な地区もある。日本国内の聴取範囲は98パーセント (%) で、2011年9月1日から「らじる★らじる」、2017年10月（一部地域実験配信、全国配信は2018年4月から）から「radiko」、それぞれで番組の配信を始め、大東諸島などの聴取不能地域もFM放送の番組聴取可能となった。権利などの理由で配信されない番組は、らじる★らじる・radiko共々引き続き聴取できない。

### ステレオ放送
ステレオ放送は、1963年12月16日の東京を皮切りに、翌年(1964年)2月4日には大阪と名古屋で開始。同年4月6日には、全部の放送局にてFMステレオ放送が開始され(以降、沖縄・奄美地域を除き、FM局開局と同時にステレオ放送も開始)、1964年度内までには、全国のFM局でステレオ放送を開始した。
番組の音源は、モノラル放送は当初から日本電信電話公社の放送線で各局へ配信していたが、FMステレオ放送は当初、その品質を満たす中継線が存在せず、全国放送の番組のみ、配送されたステレオ録音済みのパッケージ・テープを音源として、東京を始めとする基幹局を含む各送出局(札幌、仙台、名古屋、金沢、大阪、広島、松山、福岡)でそのテープを再生し、送出局以外は、そこからステレオ放送するFM電波を各地域放送局が中継する、放送波中継を用いた。1978年9月までのステレオ生放送は、東京放送局とその電波を中継する関東及び甲信越(山梨県、長野県、新潟県)地区と静岡県地方のみで、番組や放送回数が少なかった。
その後、公社のFMステレオ放送用回線としてPCMデジタル方式が適していると1976年に結論が出され、1978年9月11日にFMステレオ放送用のPCMデジタル回線 でまず東京 - 名古屋 - 大阪間が結ばれ、1979年12月24日に札幌、仙台、金沢、広島、松山、福岡が結ばれ、沖縄と奄美群島を除く全国でステレオ生中継が可能となった。その後各地方局で導入され、遂に1983年2月26日には沖縄へ、1983年度内には、鹿児島県で離島の為に長らくステレオでの放送波中継ができずモノラルのままだった奄美群島にも、鹿児島放送局から名瀬中継局へ同回線が漸く導入されたことにより、ステレオ生中継が全国で可能となった。中波放送の放送回線は1993年頃に、地上波テレビ放送の放送回線もデジタル放送が開始当初から、アナログテレビ放送も2004年3月にいずれもデジタル化された。FM放送もPCMデジタル回線が、2010年頃からラジオ第1・ラジオ第2・FM放送共用のラジオ・FMデジタル回線（光回線）となった。
ステレオ番組は開始当初全番組中4番組程度だったが、1964年から「午後のステレオ」「夕べのステレオ」等のステレオ番組を設けて増やしていき、1981年4月に「能楽鑑賞」「みんなのうた」を最後に、全てのFM音楽番組がステレオとなった。
開始当初、東京以外モノラル放送であったローカル番組も、1975年10月から各地方局のローカル番組もステレオ対応され、1977年11月11日に全国のFM放送で完了し、平日午後6時からのローカル番組枠や土曜日午後3時10分からのFMローカルの看板番組であった「FMリクエストアワー」もステレオとなり、FMローカル番組が盛り上がるきっかけとなった。
放送開始当初は、生放送を除き収録された放送送出メディアは全てオープンリール式のアナログ・テープ（ステレオでは2トラック、テープ送り速度は秒速19cm）だった。NHK放送技術研究所が研究開発し、世界のFM放送でいち早くPCMデジタル収録を始め、1995年頃にDATなどを用いて収録済番組の送出が全てデジタル化され、2013年以降の収録済番組は一部の例外を除き、全てコンパクトフラッシュで送出されている。
2010年3月9日、日中の定時ニュースがステレオ放送となり、東京からの全ての全国向け番組がステレオ放送となった。ただし、ステレオ放送でも、ニュースや高校野球中継の様に音声はモノラルのまま放送されている番組もわずかに存在する（事実上のモノステレオ放送）。全国向け番組が全てステレオ化されても、一部地域は、ローカルニュースや高校野球中継等のモノラル音声番組はステレオ信号を出さずにモノラルのまま放送されていた地域もあるが、その地域についても設備更新にあわせて終日ステレオ放送に移行している。地域拠点局ではローカルニュースもすべてステレオ放送に移行する予定である。
ラジオ第1とサイマル放送の「ラジオ深夜便」は、NHKニュースも含め2時00分から5時00分はFMで全編ステレオ放送される。年1回程度、放送回線テストが行われる場合はモノラル放送となる。2006年4月からラジオ第1と同編成となった12時台の番組もステレオ放送である。2005年9月11日の「衆議院議員選挙開票速報」、2006年3月25日の北海道・東北地方のみのプロ野球日本ハム - 楽天の開幕戦中継もステレオ放送だった。

### 速報
ニュース速報、交通情報は放送中の内容に割り込まない。「ひるのいこい」や「ラジオ深夜便」などラジオ第1とサイマル放送の場合、ラジオ第1で放送する地震情報、交通情報、気象関連の情報 をFMでも放送するが、放送しない場合がある。
震度5弱以上を観測した地震や津波の可能性がある地震、緊急地震速報、津波警報・津波注意報の発令は、NHKの国内向け全基幹放送で一斉に放送するため、通常編成を強制的に中断する。（全波<9波>全中）
大規模な選挙（国政選挙や統一地方選挙など）の政見放送が実施されている時間中に突発的な事件、事故、災害が起こった場合は、政見放送のスケジュールが公職選挙法の規定により変更できない（振替日が設定できない）ため、FM放送で臨時ニュースや気象警報の発令および解除の知らせが行われる場合がある。
2011年3月14日5時から7日間、東北地方太平洋沖地震（東日本大震災）の関連ニュースを中心にEテレで放送した安否情報や避難者情報を優先的に差し替えながら終日ラジオ第1とのサイマル放送を行った。

## その他
- 一部の番組を除いて、オンエアされる楽曲が一部の地方新聞等に掲載されている。嘗ては各出版社から出ていたFM情報誌や『NHKウイークリーステラ』にも掲載されていた。
- 「NHKオンライン」上の番組表では、前述番組表に加えてスペースの関係で掲載できなかった楽曲のプレイリストが過去30日間分検索できる。2010年4月5日より、それまで総合テレビのみ対応していたローカル枠の別番組の情報を調べることが出来るようになった。
- 民放FM局と同様ジングルが存在する。これは民放のような頻繁に流れるものではなく、特定の番組の冒頭で流される。ジャズ風やアジア系エスニック風、更には幼児の声と思しきアナウンスが入るもの、などの種類が存在し、基本となるメロディーがそれぞれのジャンルに合わせてアレンジされている。2001年頃はほとんどの番組の冒頭で流れていたが、2006年頃から減少傾向にあり、現在は『クラシックカフェ』『ウィークエンドサンシャイン』などの冒頭に流れる程度である。また、NHKワールド・ラジオ日本でもFM放送の一部番組が時差放送される際に流れることがある。
- 番組が正時を跨いで放送される場合は時報は放送されない事が殆どで、時報に広告枠を持つことの多い民放局とは対照的である。
- 初期の頃は一部のステレオ放送音楽番組の冒頭で、聴取者が左右の音声のバランス調整を取れるように音楽を流していた。これには、バッハの平均律クラヴィーア曲集第1巻から第24番のプレリュード（リコーダーによる演奏）などが用いられていた。
- 2006年6月6日、竹中平蔵が総務大臣を務めた時に総務省に設けられた「通信・放送の在り方に関する懇談会」の最終報告として、NHK-FM放送の廃止が提案された事があるが[57]、聴取者の理解が得られないと反対する与党の主張に総務省が歩み寄り、同月22日に政府・与党が、NHK改革やNTT再編を柱とする通信・放送改革の方向性について合意した際に、NHK-FM放送は廃止しないとのコメントを発表した[58]。